# Lenharrée
Lenharrée település Franciaországban, Marne megyében. Lakosainak száma 109 fő (2022. január 1.). Lenharrée Soudron, Connantray-Vaurefroy, Fère-Champenoise és Vassimont-et-Chapelaine községekkel határos.

## Népesség
A település népességének változása:
| Lakosok száma | 145  | 139  | 132  | 87   | 97   | 93   | 95   | 100  | 103  | 109  |
|               | 1968 | 1982 | 1990 | 2006 | 2013 | 2015 | 2017 | 2019 | 2020 | 2022 |